# Dichlorodiamminpalladium(II)
Diammindichloridopalladium(II) ist eine Palladiumkomplexverbindung.

## Darstellung
Die cis-Form kann aus Pd(NH3)2C2O4 durch Reaktion mit Chlorwasserstoff und trans-Form aus Palladium(II)-oxid durch Reaktion mit Chlorwasserstoff und Ammoniak gewonnen werden. Die zweite trans-Form erhält man durch thermische Behandlung der trans-Dichlorodiamminpalladium.

## Eigenschaften
cis-Dichlorodiamminpalladium(II) liegt als braun-gelbes, die trans-Form als gelbes und die β-trans-Form als oranges Pulver vor. Das cis-Isomer wandelt sich langsam in das trans-Isomer um

### Kristallstruktur
trans-Dichlorodiamminpalladium(II) existiert in zwei Modifikationen. Von cis-Dichlorodiamminpalladium(II) ist eine Modifikation bekannt.
| [ 1 ]          | cis-[Pd(NH3)2Cl2] | α-[Pd(NH3)2Cl2] | β-[Pd(NH3)2Cl2] |
| -------------- | ----------------- | --------------- | --------------- |
| Kristallsystem | Triklin           | Triklin         | Orthorhombisch  |
| Raumgruppe     | P1 (Nr. 1)        | P1 (Nr. 2)      | Pbca (Nr. 61)   |
| a [Å]          | 6,3121            | 6,5389          | 8,1540          |
| b [Å]          | 6,4984            | 6,8571          | 8,1482          |
| c [Å]          | 3,3886            | 6,3573          | 7,7945          |
| α [°]          | 96,604            | 103,311         | -               |
| β [°]          | 97,290            | 102,454         | -               |
| γ [°]          | 104,691           | 100,609         | -               |
| V              | 131,78            | 262,63          | 517,87          |
| Z              | 1                 | 2               | 4               |

## Verwendung
Dichlorodiamminpalladium(II) kann als Katalysator verwendet werden.